# Cruz Bay
Cruz Bay er den største og hovedbyen på Sankt Jan (Saint John) i øgruppen U.S. Virgin Islands, de forhenværende Dansk-Vestindiske Øer. Byen har et befolkningstal på cirka 3.000 (2010).
Byen er placeret på Saint Johns yderste vestkyst, og er øens kommercielle og transport knudepunkt. Den primære adgang til St. John sker igennem Cruz Bay Havn, hvor der er meget passager- og fragtsejllads til naboøen Sankt Thomas. Fra Cruz Bay sejles der også jævnligt til Tortola, Virgin Gorda, og Jost Van Dyke på de Britiske Jomfruøer.

## Ekstern henvisning
- Wikimedia Commons har flere filer relateret til Cruz Bay
- Cruz Bay i Den Store Danske på Lex.dk